# Cyclea meeboldii
Cyclea meeboldii är en tvåhjärtbladig växtart som beskrevs av Friedrich Ludwig Diels. Cyclea meeboldii ingår i släktet Cyclea och familjen Menispermaceae. Inga underarter finns listade i Catalogue of Life.